# Pietro Bernardi

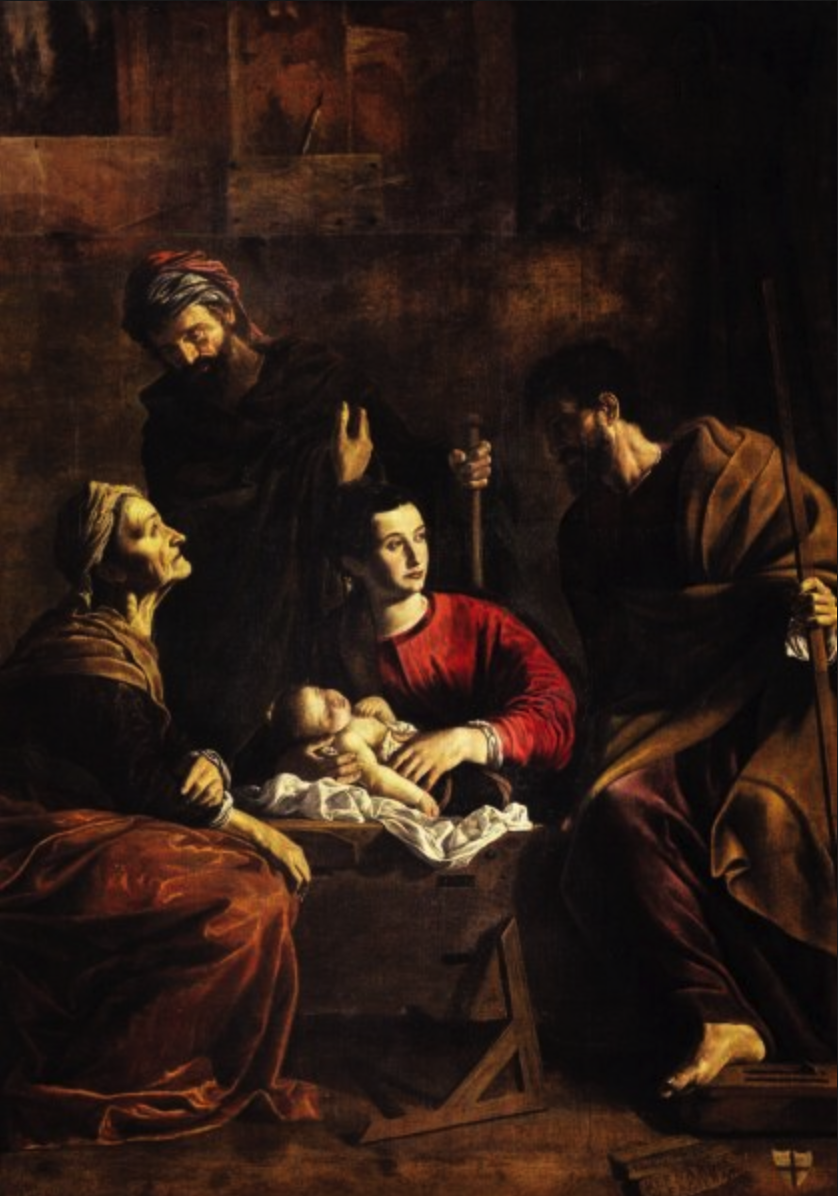

Pietro Bernardi (Verona, ... – 1623) è stato un pittore italiano attivo a Verona a cavallo tra il XVI e il XVII sec.

## Biografia
Nulla si conosce relativamente alla data di nascita, fissabile presumibilmente agli inizi dell'ultimo quarto del '500, mentre sulla data di morte il Dal Pozzo la colloca in un generico 1623 .
È rimasto praticamente sconosciuto e persino confuso con l'omonimo Francesco (detto il Bigolaro) sino al 1966, quando Maddalena Salazzari Brognara pubblica un articolo rivelatore sulla sua figura  e lo consacra come il più antico caravaggesco veronese e certamente il caso di più fedele aderenza di un pittore scaligero all'insegnamento del Merisi. La Brognara inoltre, descrivendo la pala della Chiesa di Santa Maria Maddalena di Isola della Scala con una Sacra famiglia con i Santi Gioacchino ed Anna, postula un viaggio nella Roma di Caravaggio perché "le citazioni dello spazio caravaggesco non potrebbero essere più puntuali e penetranti".
Artista "misterioso e mal documentato"  quindi: potrebbe essere stato allievo del mantovano d'adozione Domenico Fetti e aver sviluppato il gusto barocco frequentando appunto l'ambiente romano e, forse, lo stesso Caravaggio. Infatti, nessun artista coevo affermato sulla scena veronese (come per esempio l'Orbetto, il Pasqualotto o il Bassetti) si avvicina alle fonti romane della nuova pittura come il Bernardi. Secondo il Magagnato i quadri rimasti, troppo pochi per riuscire a stabilirne un percorso evolutivo, ci consegnano comunque il profilo di un artista dalla personalità fortemente autonoma e tale da essere inserito tra i cinque più significativi del Seicento Veronese.
Le opere certe, in totale solo 4, sono quasi tutte databili attorno al 1615 : L'Annunciazione in San Fermo, un San Carlo tra gli appestati e un San Carlo distribuisce il pane ai poveri nella Chiesa di San Carlo e una Sacra Famiglia con S. Gioacchino e s. Elisabetta presso il Museo Civico.